# Ráng lâm bài cánh Ascension
Ráng lâm bài cánh Ascension (danh pháp khoa học: Xiphopteris ascensionense) là một loài dương xỉ thuộc họ Grammitidaceae. Đây là loài đặc hữu của đảo Ascension. Môi trường sống tự nhiên của chúng là thảm thực vật di thực. Chúng hiện đang bị đe dọa vì mất môi trường sống.